# 6288 Fouts
A 6288 Fouts (ideiglenes jelöléssel (6288) 1984 ER1) egy kisbolygó a Naprendszerben. Henri Debehogne fedezte fel 1984. március 2-án.